# Strasbourg-Ville (quận)
Quận Strasbourg-Ville là một quận của Pháp, nằm ở tỉnh Bas-Rhin, ở vùng Grand Est. Quận này có 10 tổng và 1 xã.

## Các đơn vị hành chính

### Các tổng
Các tổng của quận Strasbourg-Ville là: 
1. Strasbourg - Tổng thứ nhất
2. Strasbourg - Tổng thứ nhì
3. Strasbourg - Tổng thứ ba
4. Strasbourg - Tổng thứ tư
5. Strasbourg - Tổng thứ năm
6. Strasbourg - Tổng thứ sáu
7. Strasbourg - Tổng thứ bảy
8. Strasbourg - Tổng thứ tám
9. Strasbourg - Tổng thứ chín
10. Strasbourg - Tổng thứ mười

### Các xã
The commune of the arrondissement of Strasbourg-Ville, and its INSEE code, is:
1. Strasbourg (67482)